# Michaľany
Michaľany (slowakisch bis 1927 auch „Mihaľany“; ungarisch Alsómihályi – bis 1902 Mihályi) ist eine Gemeinde in der Ostslowakei.

## Lage
Sie liegt im südöstlichen Teil des Ostslowakischen Tieflands am Ufer des Roňava-Baches. Die nächstgelegene größere Städte sind die Kreisstadt Trebišov (16 km entfernt) und Košice (45 km entfernt).

## Geschichte
Der Ort wurde 1252 erstmals erwähnt. Bis 1919 gehörte er im Komitat Semplin zum Königreich Ungarn. Danach kam er zur neu entstandenen Tschechoslowakei. Aufgrund des Ersten Wiener Schiedsspruchs gehörte sie 1938–1945 noch einmal zu Ungarn und ist seit 1993 ein Teil der heutigen Slowakei.
Seit 1871 ist der Ort ans Eisenbahnnetz angeschlossen, siehe Bahnstrecke Michaľany–Medzilaborce mesto–Łupków.

## Bevölkerung
| Jahr                | 1994 | 2004    | 2014     | 2024     |
| ------------------- | ---- | ------- | -------- | -------- |
| Anzahl der Personen | 1721 | 1755    | 1946     | 1735     |
| Unterschied         |      | +1,97 % | +10,88 % | −10,84 % |

| Jahr                | 2023 | 2024    |
| ------------------- | ---- | ------- |
| Anzahl der Personen | 1743 | 1735    |
| Unterschied         |      | −0,45 % |